# Yvan Martel
Yvan Martel (5 de janeiro de 1970) é um matemático francês.
Martel obteve um doutorado em 1996 na Universidade Pierre e Marie Curie, orientado por Thierry Cazenave. Obteve a habilitação em 2000 na Universidade Cergy-Pontoise, orientado por Jean Ginibre.
Trabalha com diversas equações diferenciais parciais da física matemática. Colabora colaborativamente com Frank Merle e Carlos Kenig.
Em 2008 foi palestrante convidado no Congresso Europeu de Matemática em Amsterdam. Foi palestrante convidado do Congresso Internacional de Matemáticos no Rio de Janeiro (2018).

## Publicações selecionadas
- com Merle, P. Raphaël:  Blow up for the critical gKdV equation I: dynamics near the soliton, Acta Math., Volume 212, 2014, p. 59–140, Parte 2: minimal mass dynamics, J. of Math. Eur. Soc, Volume 17, 2015, p. 1855–1925, Parte 3: III: exotic regimes, Annali della Scuola Normale Superiore de Pisa, Volume 14, 2015, p. 575–631
- com Merle: Description of two soliton collision for the quartic gKdV equation, Annals of Mathematics, Volume 174, 2011, p. 757–857
- com Merle: Asymptotic stability of solitons of the gKdV equations with a general nonlinearity, Mathematische Annalen, Volume 341, 2008, p. 391–427.
- com Merle, Tai-Peng Tsai: Stability in H1 of the sum of K solitary waves for some nonlinear Schrˆdinger equations, Duke Math. J., Volume 133, 2006, p. 405–466.
- com Merle: Stability of two soliton collision for nonintegrable gKdV equations, Communications in Mathematical Physics, Volume 286, 2009, p. 39–79.
- com C.E. Kenig: Asymptotic stability of solitons for the Benjamin-Ono equation, Revista Matemática Iberoamericana, Volume 25, 2009, p. 909–970.